# 阿努旺
阿努旺（寮語：ອະນຸວົງ）是寮國賽宋奔省的省會。

## 歷史
當2013年12月13日賽宋奔省成立為寮國第18個省時，阿努旺以寮國歷史上萬象王國的最後一任國王昭阿努（又譯阿努旺）命名之。 
2021年，賽宋奔省官員宣布將普比亞山開發為「可持續發展旅遊景點」，該開發項目將以阿努旺的富化祥村為中心，並享有99年的特許經營權。